# Aonidomytilus insulanus
Aonidomytilus insulanus är en insektsart som beskrevs av Ferris 1942. Aonidomytilus insulanus ingår i släktet Aonidomytilus och familjen pansarsköldlöss. Inga underarter finns listade i Catalogue of Life.